# Pavel Eisner
Pour les articles homonymes, voir Eisner.
Pavel Eisner (Paul Eisner), né à Prague le 16 janvier 1889 et mort dans cette ville le 8 juillet 1958 , connu sous le pseudonyme de Vincy Schwarze, est un linguiste germano-tchécoslovaque, traducteur, auteur de nombreuses études sur la langue tchèque, aussi critique, écrivain et poète. Il est considéré comme l'un des plus importants traducteurs tchèques de tous les temps et était  compétent dans douze langues (anglais, français, islandais, italien, hongrois, allemand, norvégien, persan, russe, serbe, espagnol, et tibétain). Il a commis quelques-unes des premières traductions de l'œuvre de Franz Kafka en langue tchèque.